# فک فیلی جنوبی
فک فیلی جنوبی (نام علمی: Mirounga leonina) نام یکی از دو گونه فک فیلی و از سرده فیل دریایی است. فک فیلی جنوبی با وزن ۴۰۰ تا ۹۰۰ کیلوگرم (۸۸۰ تا ۱٬۹۸۰ پوند) و ۲٫۶ تا ۳ متر (۸٫۵ تا ۹٫۸ فوت) طول، بزرگترین کلاد در خانوادهٔ فک‌ها و در راسته بزرگ‌ترین گوشت‌خوارسانان کره زمین قرار دارد. و در حقیقت بزرگترین پستاندار دریایی است در حالی که عضوی از خانوادهٔ آب‌بازسانان هم محسوب نمی‌شود. فک فیلی، نام خود را به خاطر جثه و بینی بزرگ خود به دست آورده که این بینی، به ویژه در فصل جفتگیری و تولیدمثل برای تولید غرش‌های بلند مورد استفاده قرار می‌گیرد. این جانور در حدود ۴۰٪ از همتای شمالی خودش، فک فیلی شمالی بزرگ‌تر است. بالغ بر ۲ برابر سنگین‌تر از گراز دریایی و در حدود ۶–۷ مرتبه سنگین‌تر از بزرگترین گوشتخواران زنده زمینی همچون خرس قطبی و خرس کودیاک است.
بر طبق سرشماری اواسط سال ۱۹۹۰ میلادی جمعیت فک فیلی جنوبی در حدود ۶۵۰۰۰۰ عدد تخمین‌زده شد و در سال ۲۰۰۵ نیز این میزان بین ۶۶۴۰۰۰ تا ۷۴۰۰۰۰ عدد برآورد گردیده‌است. ردیابی‌های ماهواره‌ای نشان داده‌است که این فک‌ها زمان بسیار اندکی را بر روی سطوح صرف می‌کنند که معمولاً شامل تنها چند دقیقه برای تجدید تنفس است. این فک‌ها برای شکار طعمه‌های خود که عمدتاً شامل ماهی‌های مرکب است، دفعات متوالی و هر مرتبه برای مدت‌زمان دست‌کم ۲۰ دقیقه تا اعماق ۴۰۰ تا ۱٬۰۰۰ متر (۱٬۳۰۰ تا ۳٬۳۰۰ فوت) غوص می‌کنند. رکورد غواصی به عمق (با یک تنفس) که برای این فک‌ها ثبت‌شده ۲٬۳۸۸ متر (۷٬۸۳۵ فوت) است و از آنجایی که از خانوادهٔ آب‌بازسانان هم محسوب نمی‌شود، این رکورد بسیار قابل‌توجه است.

## نگارخانه

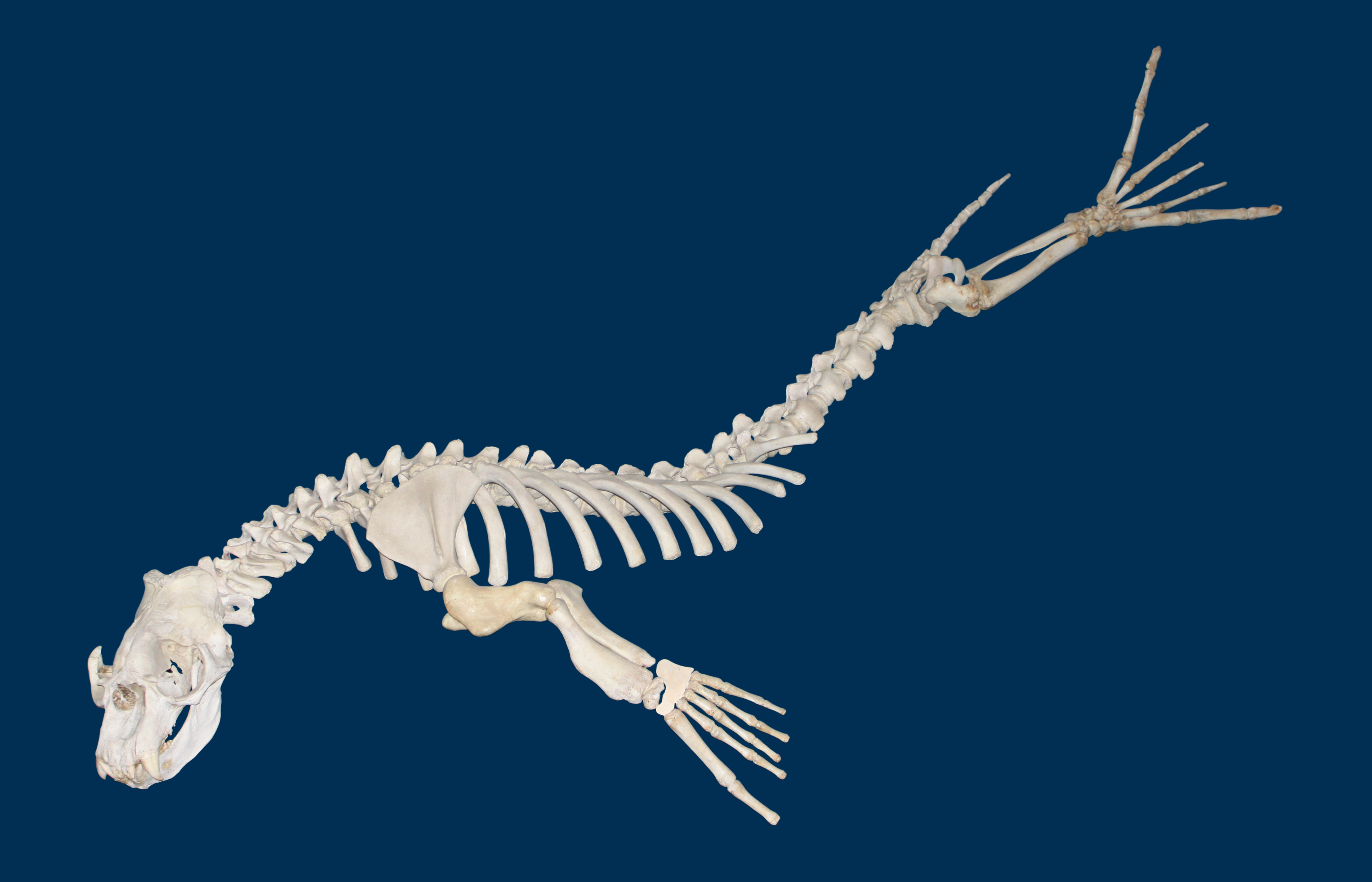
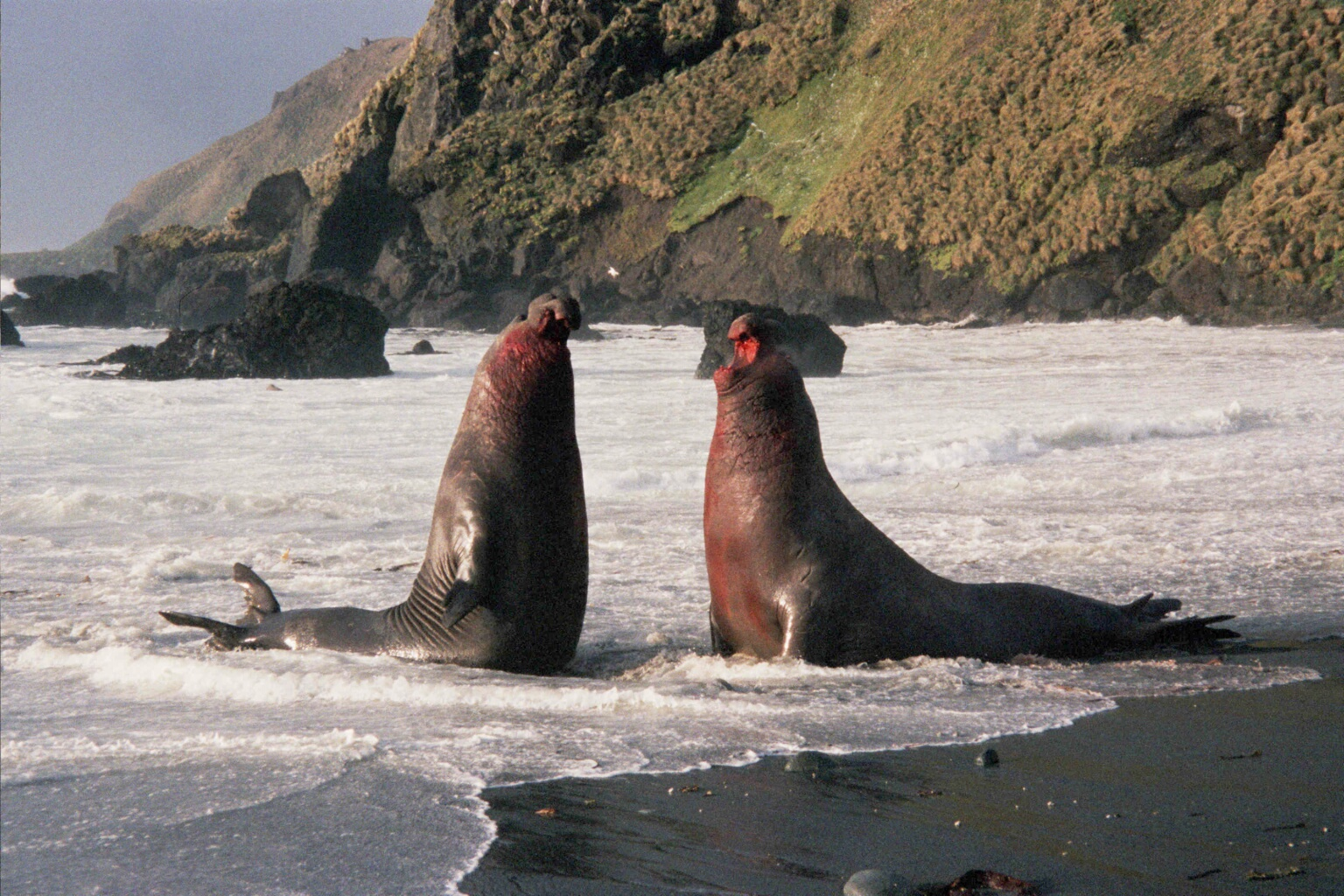
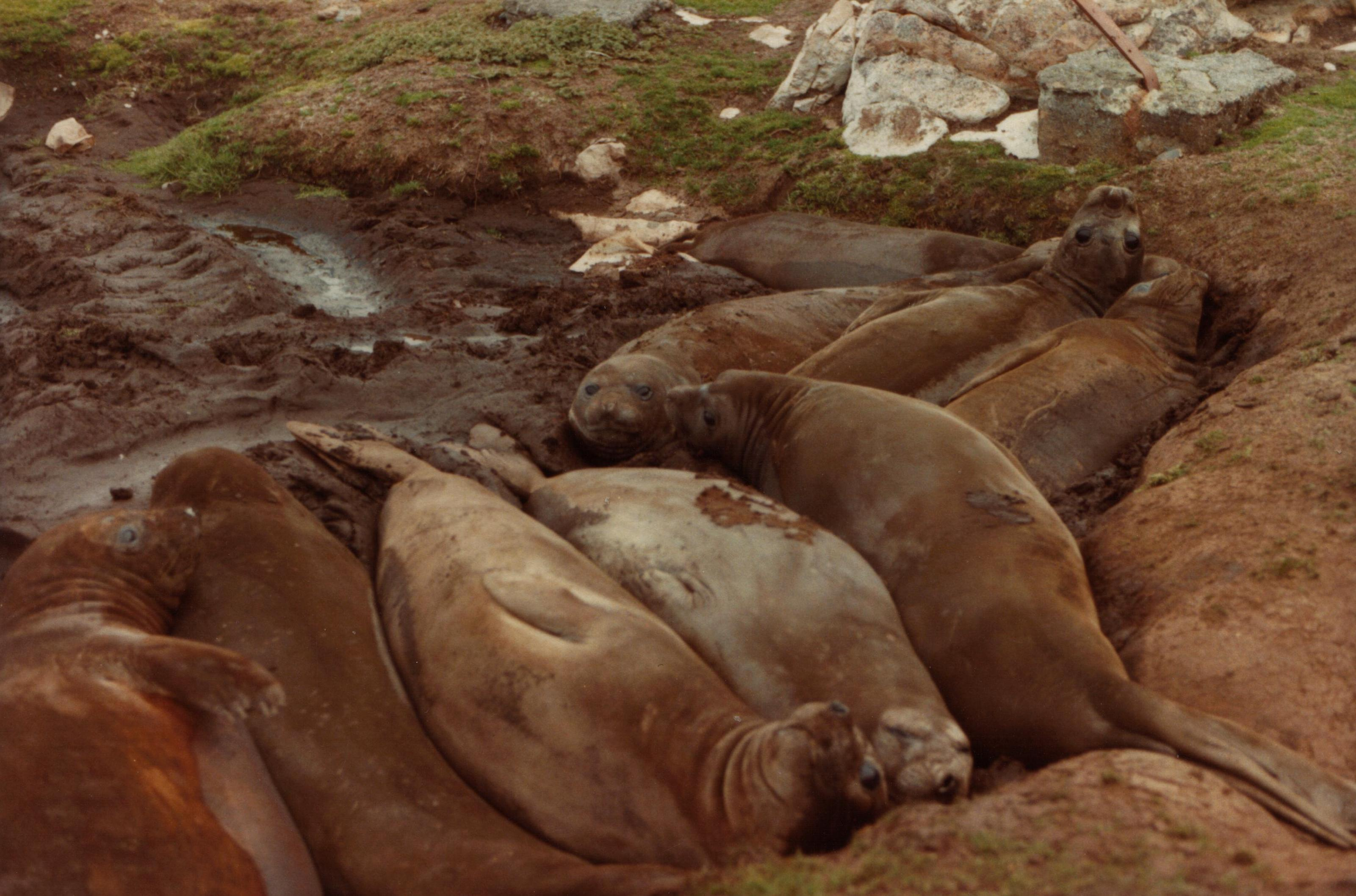
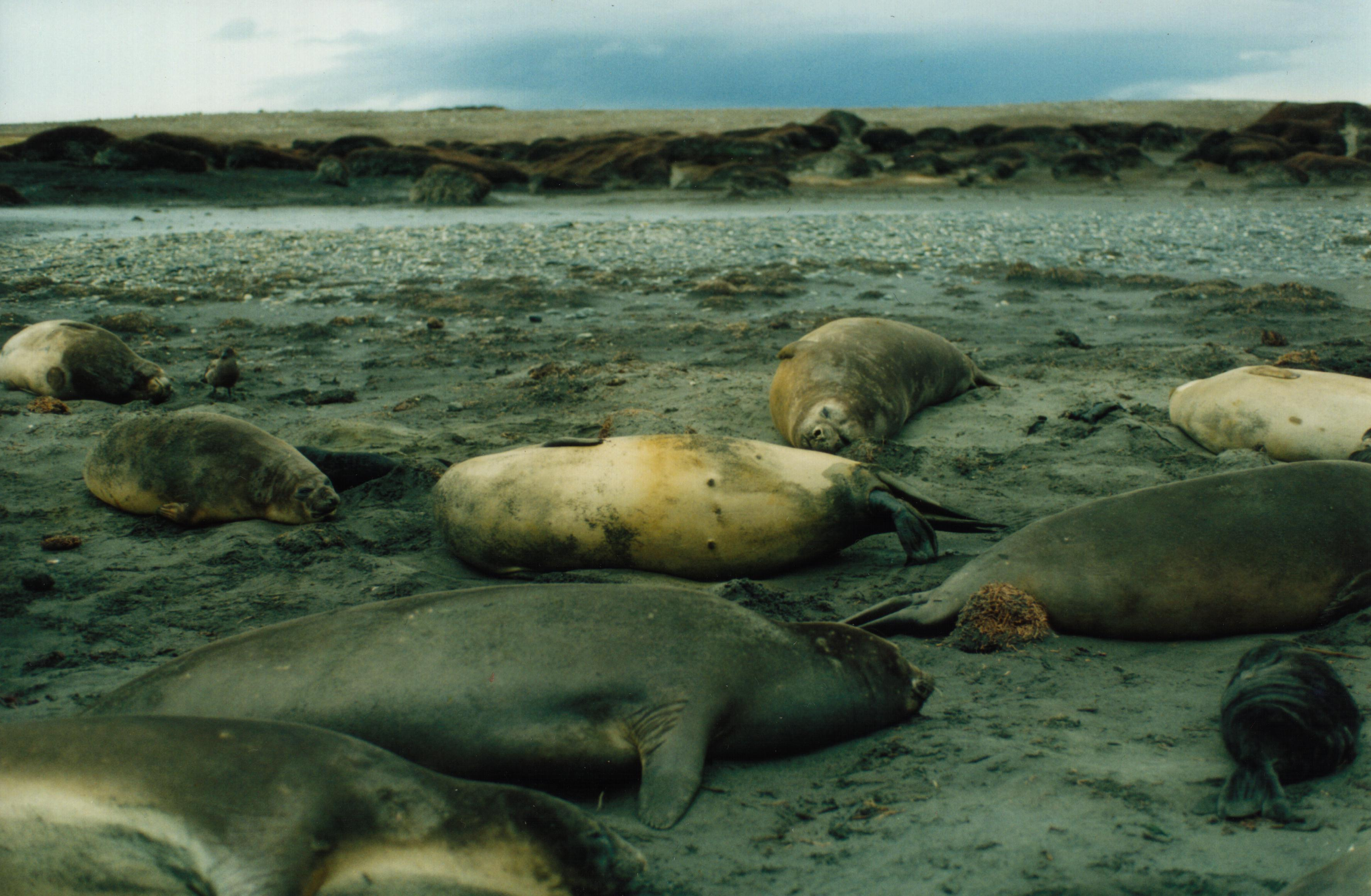
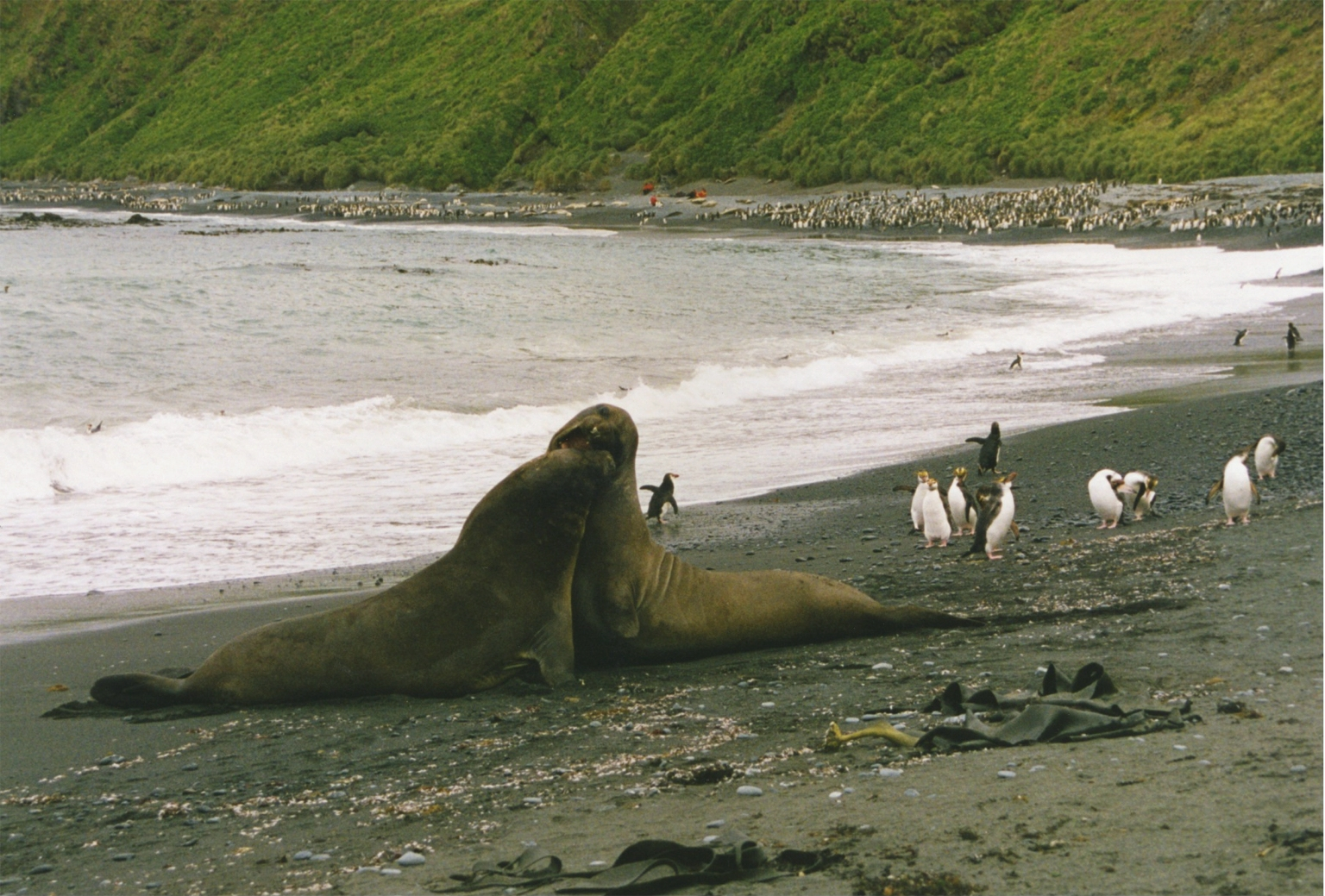
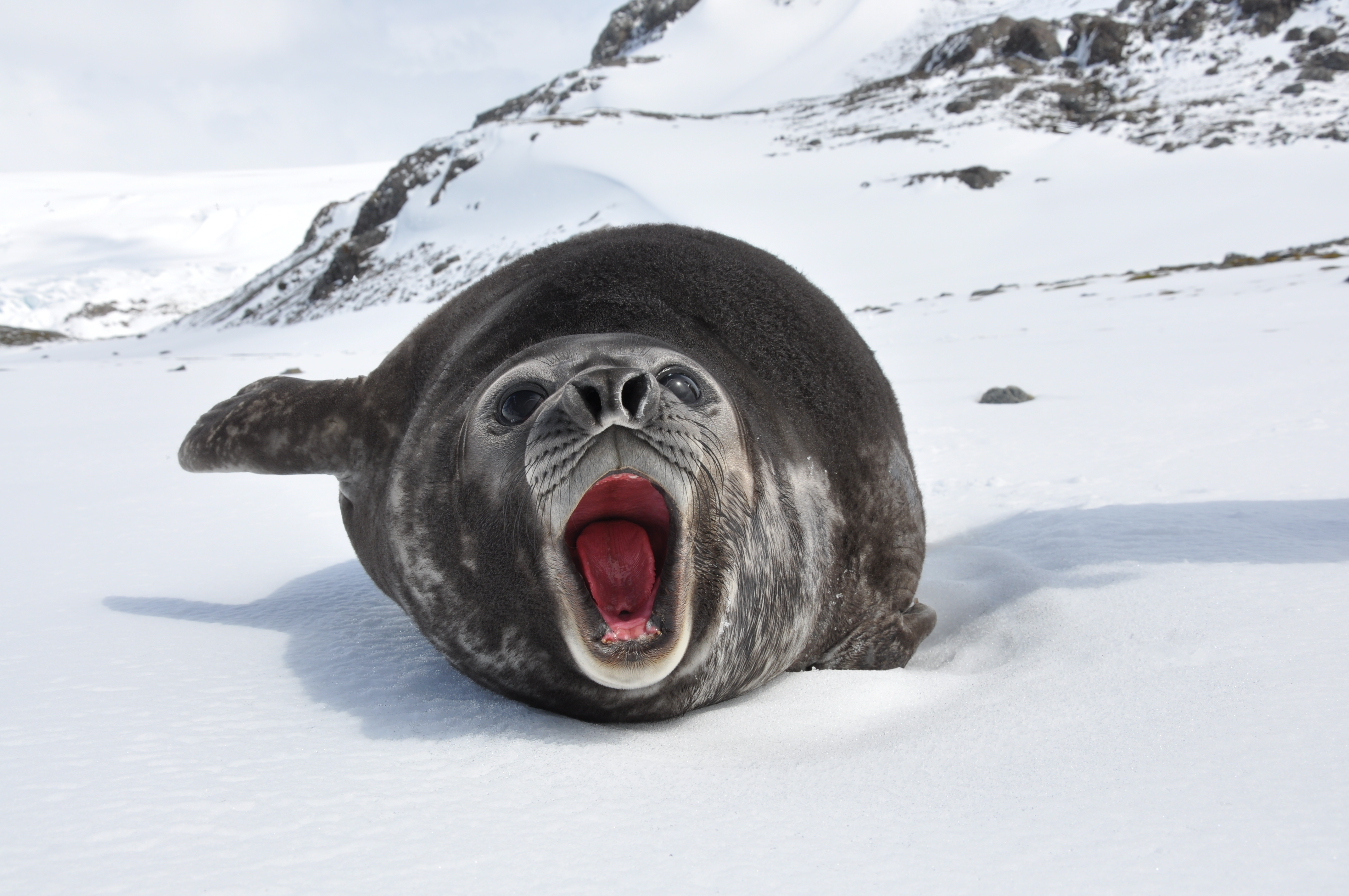